# Solid Ground
Solid Ground – siódmy album studyjny brytyjskiego zespołu pop rockowego Smokie, który ukazał się w Wielkiej Brytanii w 1981 roku nakładem wytwórni RAK Records pod numerem SRAK 545.
Z płyty tej pochodzą dwa single: "Take Good Care of My Baby" (RAK 309) i „Jet Lagged” (RAK 1C 008-64 688).

## Lista utworów
| #  | Tytuł                                         | Autorzy                         | Czas |
| -- | --------------------------------------------- | ------------------------------- | ---- |
| A1 | "Jet Lagged "                                 | Chris Norman, Pete Spencer      | 2:59 |
| A2 | "I'm In Love With You "                       | Alan Silson, Terry Uttley       | 3:27 |
| A3 | "Everything A Man Could Need "                | Norman, Spencer                 | 5:14 |
| A4 | "My Woman Don't Like Rock N Roll g Fat Momma" | Silson, Uttley                  | 2:19 |
| A5 | "Take Good Care Of My Baby "                  | Carole King, Gerry Goffin       | 3:23 |
| B1 | "Rock N Roll Woman "                          | Norman, Spencer                 | 4:14 |
| B2 | "Your Love Is So Good For Me"                 | Uttley, Silson                  | 4:06 |
| B3 | "Long Time Coming"                            | Norman, Spencer                 | 4:17 |
| B4 | "Melody Goes On/Songs"                        | Silson, Norman, Spencer, Uttley | 4:51 |

## Skład muzyków na płycie
- Chris Norman
- Terry Uttley
- Pete Spencer
- Alan Silson